# جامع العرب
جامع العرب (بالتركية: Arap Camii)‏ وهو جامع يقع في إسطنبول شمالها من الجهة المقابلة لاسطنبول القديمة وتحت برج غلاطة وهو المسجد الوحيد بتركيا الذي بني بالطريقة الأندلسية. تشبه منارته المربعة منارات الأندلس والمغرب العربي، ولا يوجد بالمسجد قبة فسطحه منبسط ومستطيل الشكل ويوجد خارج المسجد من الجهة الجنوبية الشرقية قبر القائد العسكري الأموي مسلمة بن عبد الملك.
كان أول ظهور الإسلام في البلقان عند وصول الفاتحين الأوائل إلى القسطنطينية في العامين الأخيرين من القرن الهجري الأوَّل / 717-718 م بقيادة مسلمة بن عبد الملك الذي فتح مدينة غالاتا، وبنى فيها أوَّل مسجد، وهو المسجد الشهير المعروف بمسجد العرب، الذي حوَّله البيزنطيون إلى كنيسة وظل كذلك حتى دخل العثمانيون المدينة فأُعيد مسجداً من جديد.
يعود إعادة بناء المسجد إلى عام 1577م في عهد السلطان محمد الثاني والذي استبناه على انقاض الكنيسة مهجورة وثم في عهد السلطان بايزيد الثاني سلم المسجد للاجئين الأندلسيين عام 1590م تقريبا الذين كانوا هاربين بطش الغزو الأوربي بعد سقوط الأندلس.
يقع بمنطقة بايوغلو على خليج القرن الذهبي في مدينة الاستانة.

## معرض صور

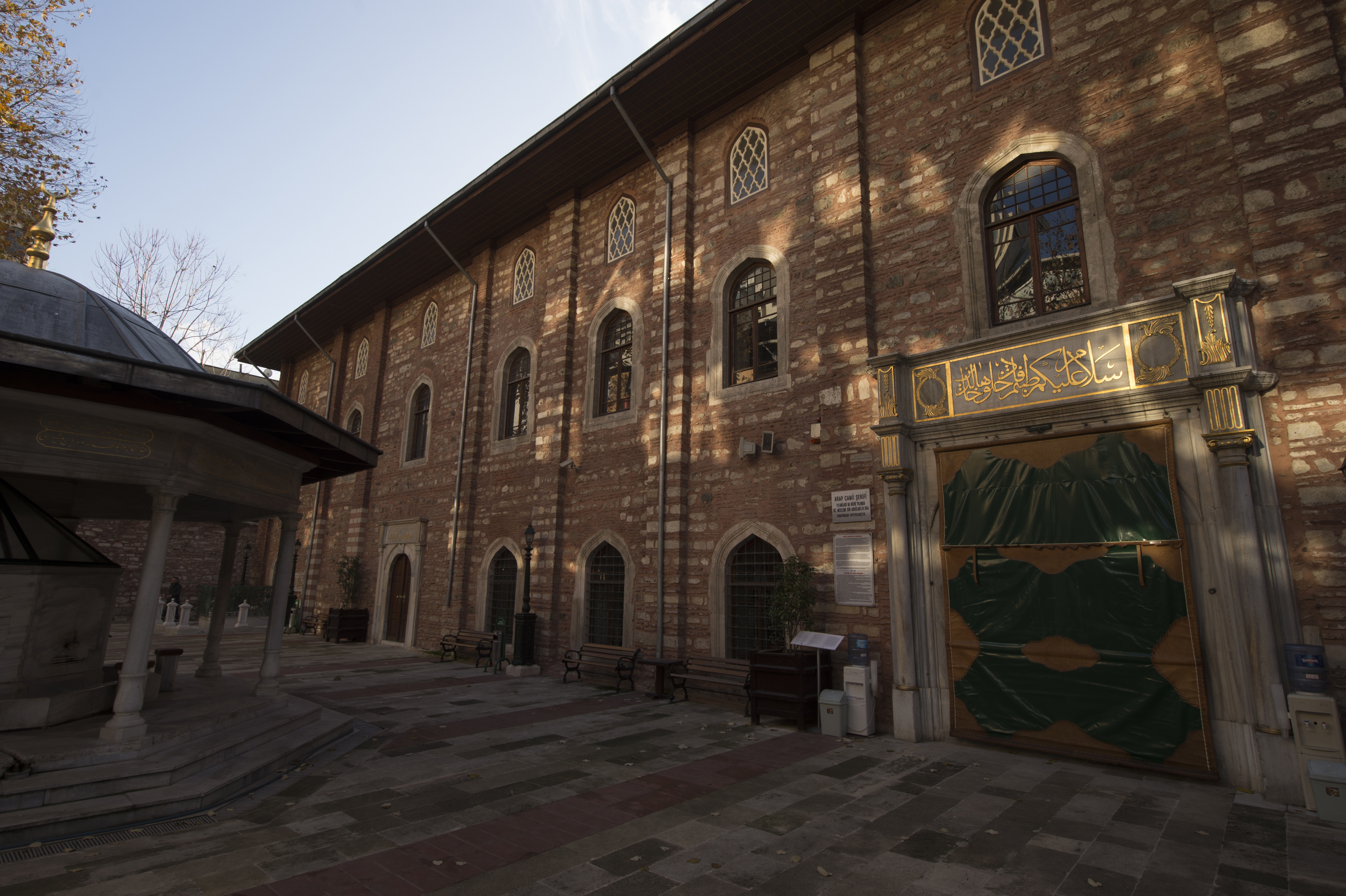
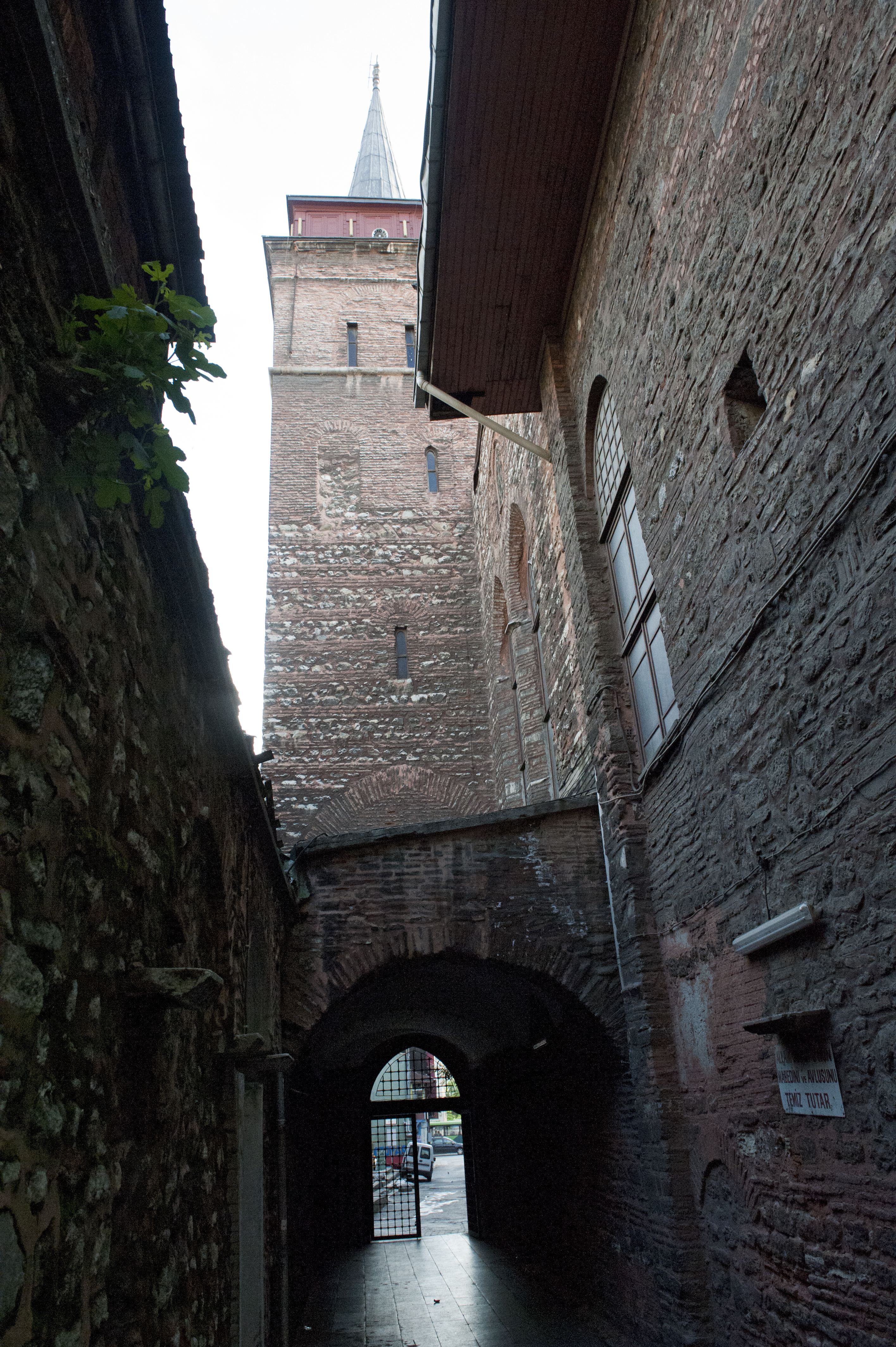
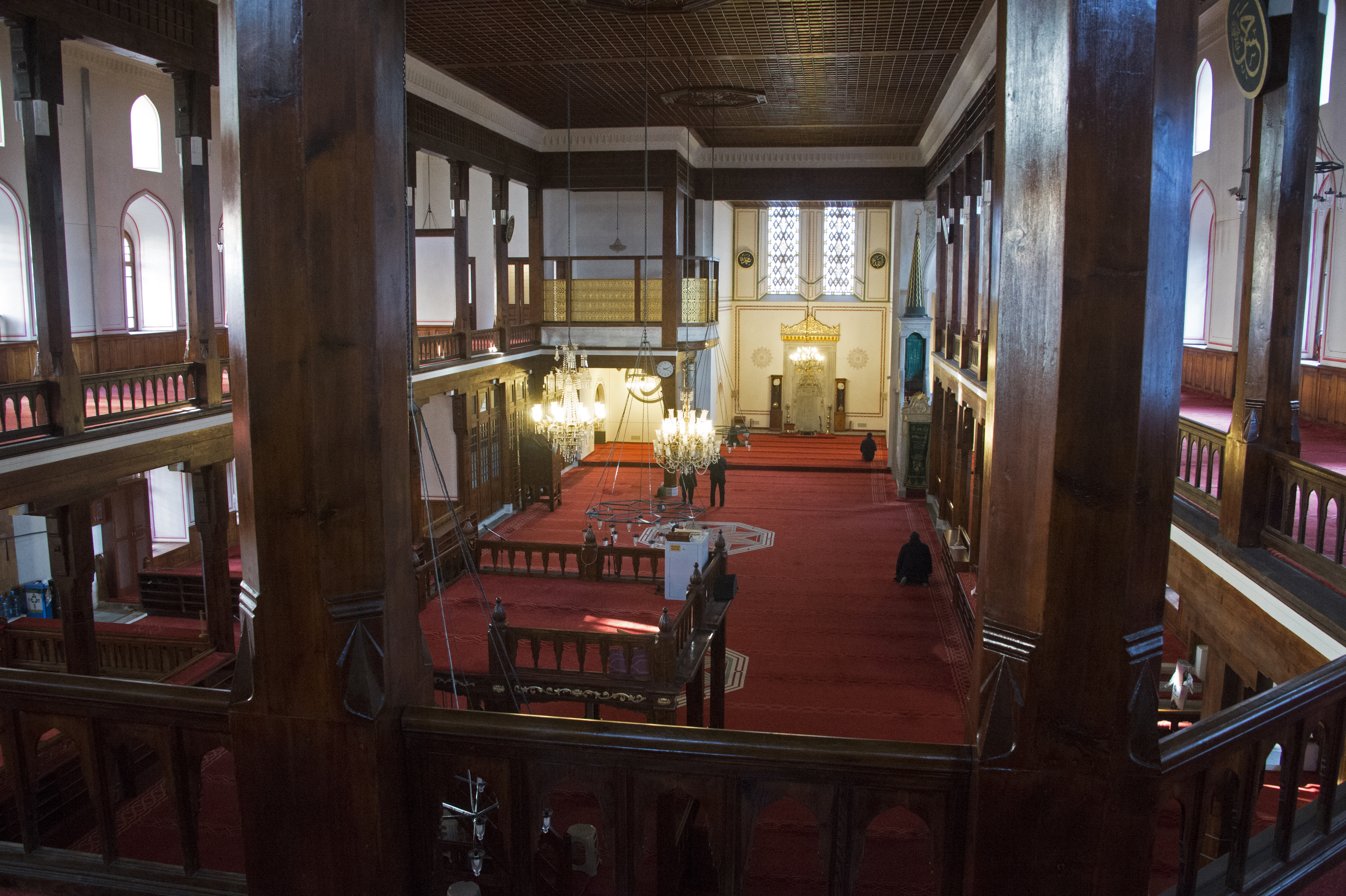
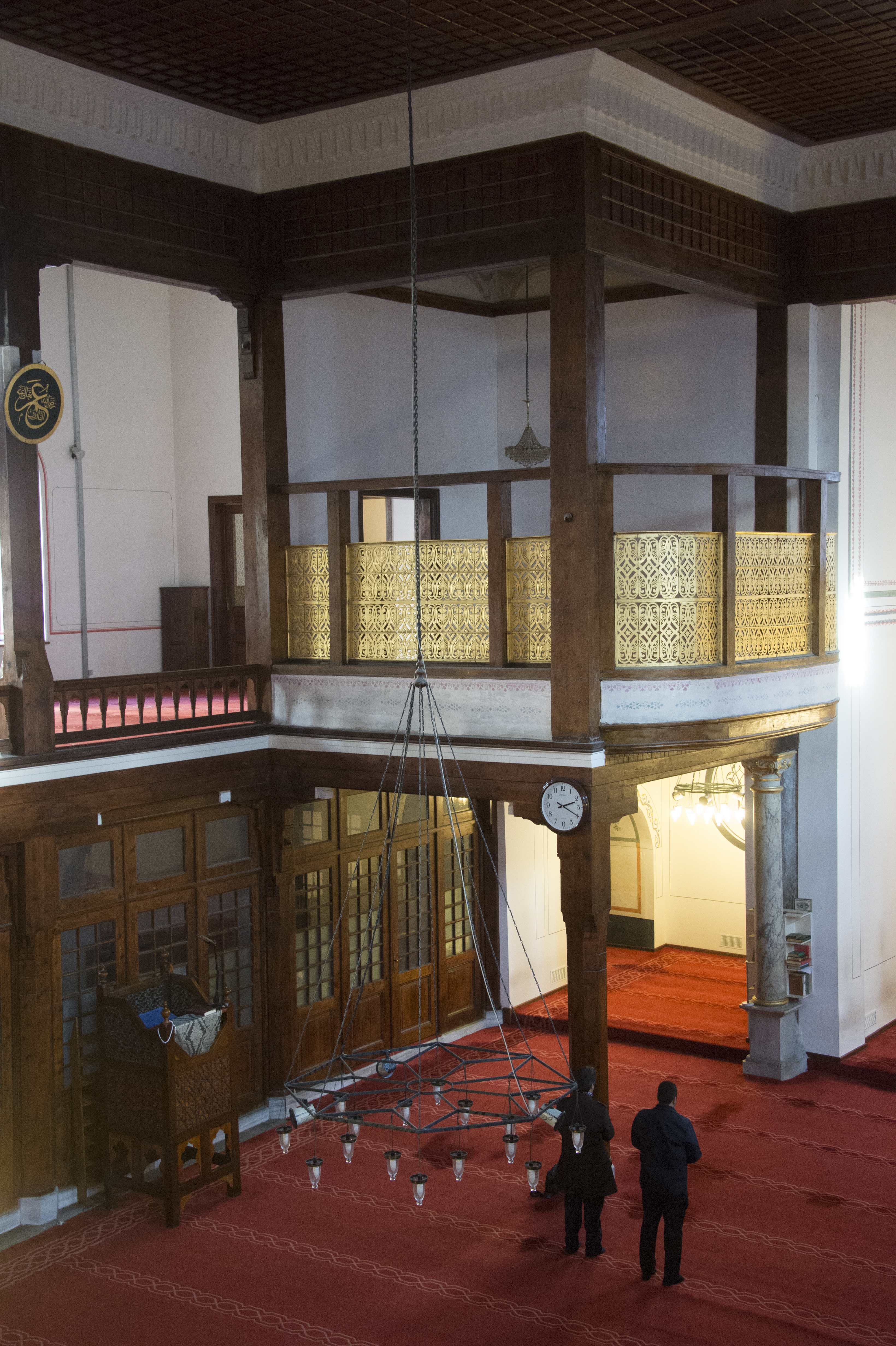
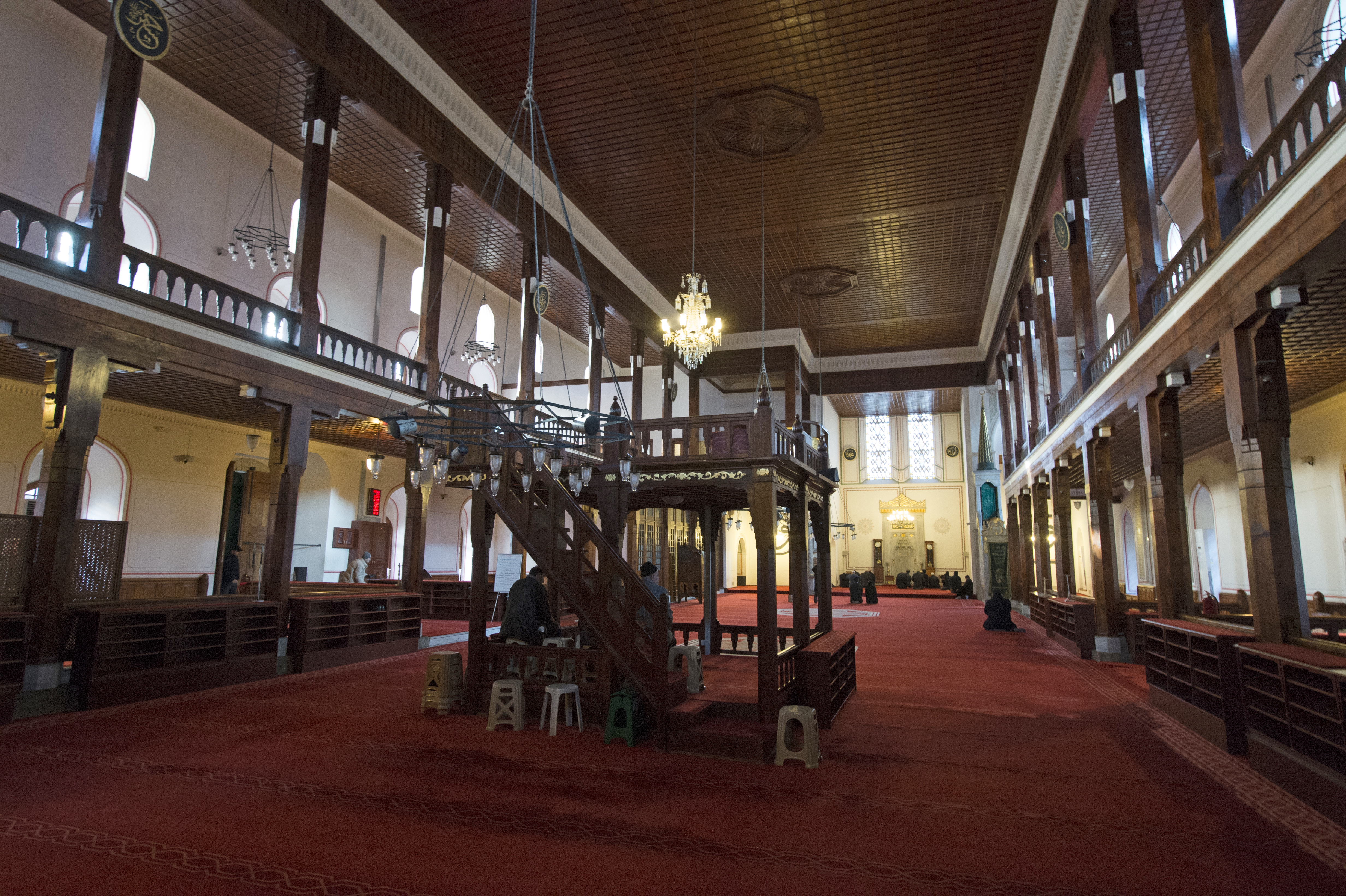
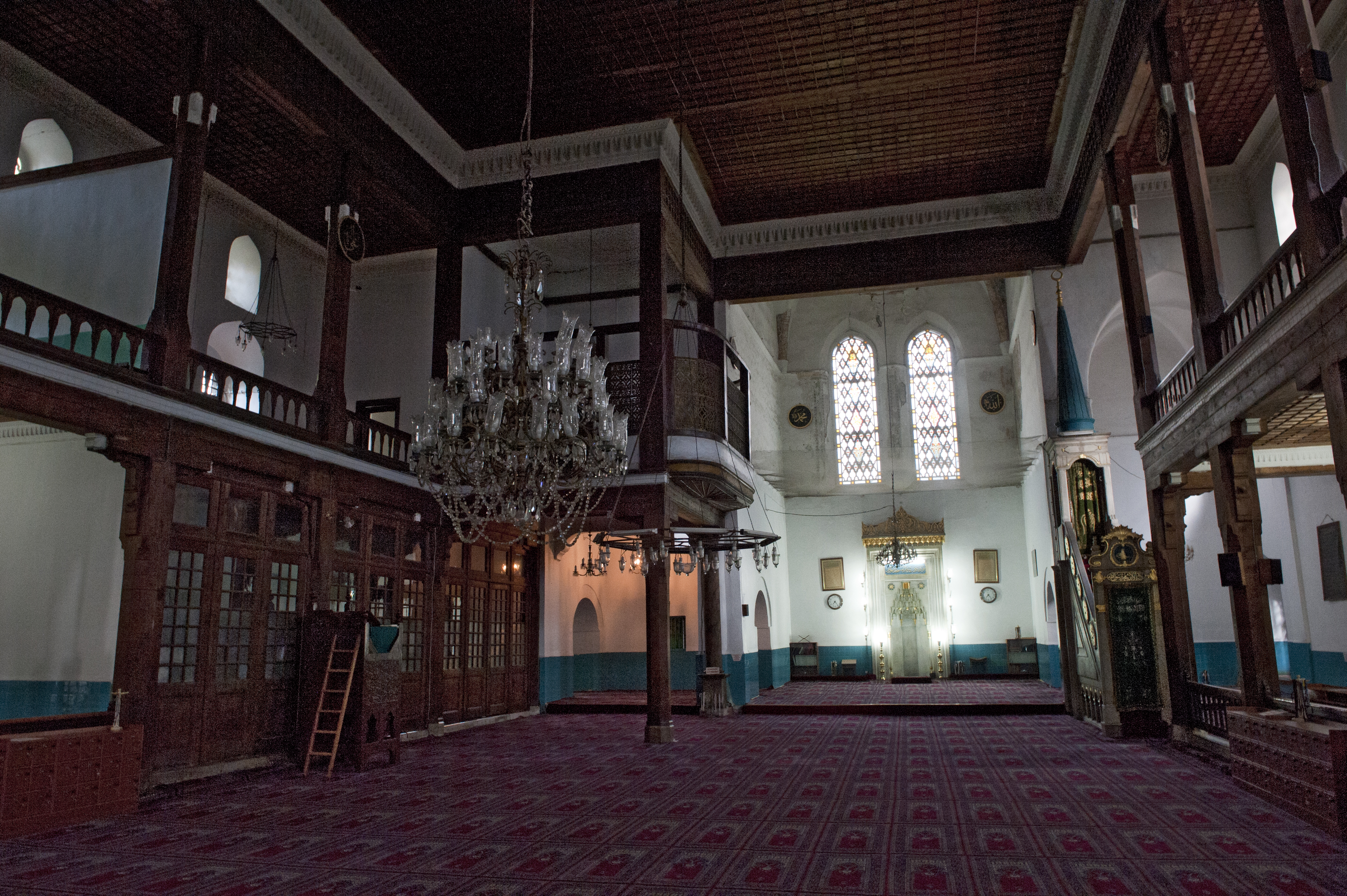